# Hálfdan Sæmundsson
Hálfdan Sæmundsson (1218 - 25 de abril de 1265) fue un caudillo medieval y goði de Oddi, Rangárvellir en Islandia. Pertenecía al clan Oddaverjar, hijo de Sæmundur Jónsson y su amante Thorbjorg.

Hacia 1230 se casó con Steinvör, hija de Sighvatur Sturluson, y vivieron en Keldur, Rangárvellir. Halfdan, a pesar de sus vínculos familiares, era un hombre débil y se negó a encabezar a su clan durante la guerra civil islandesa, el turbulento periodo conocido como Sturlungaöld, llegando a renunciar a su posición. Sin embargo, su esposa tomó partido y era incondicional partidaria de los Sturlungar.